# Tomáš Jungwirth
Tomáš Jungwirth (24. listopadu 1942 Roztoky – 19. ledna 1998 Praha) byl československý atlet a sportovní novinář. V atletice se specializoval na běh na 800 metrů, úspěchy ale slavil i v běhu na 400 metrů a štafetě 4 × 400 metrů.

## Sportovní kariéra
K atletice se dostal díky svým dvěma bratrům - o 12 let starší Stanislav byl v 50. letech úspěšným běžcem, o 6 let starší Jaromír pro změnu běžce trénoval. Běhu se začal věnovat i Tomáš - nejprve v místním oddílu v Roztokách, později v klubu Slavia Vysoké školy Praha a během vojenské služby v klubu Dukla Praha.
V barvách Dukly dosáhl svých největších sportovních úspěchů. V roce 1965 získal titul mistra republiky v běhu na 800 metrů, když překonal dosavadní československý rekord. V roce 1966 získal stříbrnou medaili na prvním ročníku Evropských halových her v Dortmundu. V témže roce doběhl pátý na mistrovství Evropy v Budapešti, přičemž opět překonal svůj vlastní rekord z předchozího roku. V roce 1967 skončil druhý na Evropských halových hrách v Praze. V následujícím roce se zúčastnil letních olympijských her v Mexico City, zde však skončil už v úvodním rozběhu.
V roce 1970 přestoupil do klubu Slavia Praha, ve kterém působil až do konce své atletické kariéry v roce 1974.

## Novinářská kariéra
Už jako vrcholový sportovec publikoval krátké články ve sportovních časopisech. Později začal externě spolupracovat s Československou televizí. Stálé místo v ní získal v roce 1974, kdy uspěl v konkurzu na pozici sportovního redaktora.
Věnoval se natáčení zpravodajských šotů a rozhovorů se sportovci, také ale komentoval přímé televizní přenosy (včetně přenosů z olympijských her). Jeho doménou byla zejména atletika, ke které časem přibyly ještě moderní gymnastika, plavání, skoky do vody a cyklistika. Jungwirthova pozice v Hlavní redakci tělovýchovy a motorismu byla výjimečná tím, že se v jeho osobnosti propojovala role novináře a zároveň i role experta.
Podobně jako řada jeho kolegů, moderoval i Jungwirth sportovní části pořadů Televizní noviny a Aktuality, stejně jako ryze sportovní Branky, body, vteřiny a Minuty o sportu.
V první polovině 90. let 20. století vyvrcholily jeho problémy způsobené závislostí na alkoholu. Pro nespolehlivost byl z České televize vyhozen. Nastoupil do soukromé společnosti Kabel Plus, která šířila kabelovou sítí zahraniční televizní vysílání. Stal se šéfredaktorem redakce sportu, podílel se ale i na přípravě nesportovních pořadů.

## Soukromý život
Jungwirthovo dětství bylo ovlivněno odbojářskou činností jeho otce jak za 2. světové války, tak i po ní. V 50. letech byl odsouzen k trestu vězení ve výši osm a půl roku. Tomáš Jungwirth tak vyrůstal pouze s matkou a svými dvěma sourozenci.
Studoval na průmyslových školách v Kolíně a v Praze. Následně vystudoval trenérskou školu při Fakultě tělesné výchovy a sportu Univerzity Karlovy a v letech 1975–1979 i Fakultu žurnalistiky téže univerzity.
Dlouhodobě se potýkal se závislostí na alkoholu. Po absolvování dvojice odvykacích pobytů se stal abstinentem. Rovněž trpěl vrozenou srdeční vadou. Zemřel 19. ledna 1998 na infarkt myokardu.
Jungwith byl ženatý. S manželkou Marií měl syna Tomáše.

## Memoriály
Od roku 1999 se na jeho počest koná Memoriál Tomáše Jungwirtha v běhu na 800 metrů. Stejný název nesl v témže roce i memoriál v pětiboji určený žákům základních škol. V Jungwirthových rodných Roztokách se zase koná soutěž o putovní pohár Tomáše Jungwirtha, která spočívá v běhu do kopce.